# Szexi dög
A Szexi dög (eredeti címe: Sexy Beast) 2000-es brit-amerikai-spanyol kooprodukcióban készült fekete humorú bűnügyi vígjáték, amelyet Jonathan Glazer rendezett. A forgatókönyvet Louis Mellis és David Scinto készítette. A produkció főbb szerepeiben Ray Winstone, Ben Kingsley és Ian McShane. 2000. szeptember 13-án mutatták be először a Torontói Nemzetközi Filmfesztiválon. Az Egyesült Királyságban 2001. január 12-től vetítették a mozikban. Magyarországon először 2001. október 6-án volt látható a Titanic Nemzetközi Filmpresence Fesztiválon, majd 2002. március 21-től videokazettán volt megtekinthető.
A filmet több díjra is jelölték, főként Ben Kingsley jeles alakításáért, amivel elnyerte a legjobb színész díját a 2001-es Európai Filmdíjkiosztón.

## Cselekmény
Gal, a brit ex-bűnöző, boldogan él visszavonultan feleségével és legjobb barátjával. A nyugalmukat azonban megzavarja egy régi bűnözőtársuk, Don Logan. A nagyfőnökük, Teddy, bankrablást tervez Londonban, és Galt is be akarják vonni. Gal visszautasítja, és Don végül feldúltan távozik. A repülőn azonban nem hajlandó eloltani a cigarettát, ezért leszállítják, de megússza a büntetést, mikor azt hazudja, hogy szexuálisan bántalmazta az egyik légiutaskísérő. 
Don visszatér Gal birtokára, ahol rátámad a férfira, és végül Gal felesége, DeeDee, meglövi egy vadászpuskával. Donnak kioltják az életét és eltemetik a medence alá. Gal útnak indul Londonba, hogy segítsen a rablásban. Teddy keresi rajta Dont, de Gal elhárítja a kérdést azzal, hogy a repülőtéren hallott róla utoljára. A bank páncéltermét  egy szomszédos fürdőház medencéjéből fúrják meg búvárfelszereléssel. A medence vize elnyomja a fúrógép hangját, és elárasztja a páncéltermet, valamint rövidre zárja a biztonsági rendszert. Miközben Teddy csapata kiüríti a széf páncélszekrényeit, Gal titokban zsebre tesz egy pár rubint és gyémánt fülbevalót.
A munka után Teddy ragaszkodik hozzá, hogy Galt kivigye a repülőtérre. Mikor útközben lelövi az egyik bűntársukat, követeli Galtől, hogy mondja meg hol van Don. Gal továbbra is hárít, és Teddy tudja, hogy köze van az eltűnéséhez. Teddy ígéretet tesz rá, hogy meglátogatja Galt Spanyolországban, majd megalázza azzal, hogy csak 10 fontot fizet neki a munkáért. Gal visszatér a barátaihoz és a családjához Spanyolországba, ahol DeeDee viseli a fülbevalókat, és az élet visszatér a normális kerékvágásba. Gal még mindig hallja Don hangját a fejében; azt válaszolja, hogy Don már halott, és „befoghatja a száját”.

## Szereplők
| Szerep          | Színész        | Magyar hangja |
| --------------- | -------------- | ------------- |
| Gary "Gal" Dove | Ray Winstone   | Koroknay Géza |
| Don Logan       | Ben Kingsley   | Végvári Tamás |
| Teddy Bass      | Ian McShane    | Mihályi Győző |
| Deedee Dove     | Amanda Redman  | n.a           |
| Harry           | James Fox      | Végh Ferenc   |
| Aitch           | Cavan Kendall  | Uri István    |
| Jackie          | Julianne White | n.a           |
| Enrique         | Álvaro Monje   | n.a           |
| Andy            | Robert Atiko   | n.a           |
| Stan            | Darkie Smith   | Szokolay Ottó |

## Fogadtatás

### Kritikai visszhang
A filmet jól fogadta a kritika. A Rotten Tomatoeson 87%-os minősítést ért el 143 értékelés alapján, az összefoglaló szerint: „A Szexi dög a brit gengszter műfaj többi filmje fölé emelkedik az alakításoknak - különösen Ben Kingsley magával ragadó alakításának - és a forgatókönyv karakterfejlődésre fordított figyelmének köszönhetően.” Jay Carr a Boston Globe-tól azt írta: „A szürrealizmus, a hűvösen elegáns látványvilág és a szaftos színészi játék keveréke a legtöbb versenytársat megelőzi.” Roger Ebert azt írta: „Nem is tudtam, hogy Kingsley-ben ilyesmik rejtőznek. Nyilvánvaló, hogy bárkit el tud játszani.” Desson Thomson szerint a Washington Posttól: „A brit B-filmek, a cockney-i szellemesség és az akasztófahumor magával ragadó összjátéka.”
A Metacritic 79 pontot adott 30 vélemény alapján. Owen Gleiberman az Entertainment Weeklytől azt írta: „Annyi fenyegetést és vizuális narratív játékosságot hordoz, hogy visszahozott valamit abból az izgalomból, amit közel egy évtizeddel ezelőtt éreztem Quentin Tarantino Kutyaszorítóban című filmjét nézve.” Jonathan Rosenbaum a Chicago Readertől azt írta: „Az erőszakot a feleslegességig vitte.” Stephen Hunter a Washington Posttól azt írta: „A végén azon tűnődöm, mi olyan különleges egy olyan filmben, amelynek egyetlen bűnös élvezete van, mégpedig az, hogy Ben Kingsley az F betűs szó nyállal kenegetett változatait szórja a légkörbe, mint a légvédelmi tűz 10 percig.”

### Bevételi adatok
A Box Office Mojo szerint a film 10 millió dolláros bevételt ért el, a költségvetésről nincs adat.

## Fontosabb díjak és jelölések
| Esemény                     | Díj                     | Kategória                                        | Eredmény |
| --------------------------- | ----------------------- | ------------------------------------------------ | -------- |
| 54. BAFTA-gála              | BAFTA-díj               | Kiemelkedő brit film                             | Jelölve  |
| Európai Filmdíjak 2001      | Európai Filmdíj         | Legjobb színész – Ben Kingsley                   | Elnyerte |
| Európai Filmdíjak 2001      | Európai Filmdíj         | Közöngségdíj a legjobb színésznek – Ray Winstone | Jelölve  |
| 59. Golden Globe-gála       | Golden Globe-díj        | Legjobb férfi mellékszereplő – Ben Kingsley      | Jelölve  |
| 74. Oscar-gála              | Oscar-díj               | Legjobb férfi mellékszereplő – Ben Kingsley      | Jelölve  |
| 8. Screen Actors Guild-gála | Screen Actors Guild-díj | Legjobb férfi mellékszereplő – Ben Kingsley      | Jelölve  |